# Epatite virale
L'epatite virale è un processo infiammatorio (acuto o cronico), che provoca la necrosi delle cellule del fegato (epatociti) a causa dell'attacco da parte di virus epatotropi, cioè che hanno come bersaglio primario le cellule epatiche.
Può anche essere causata da numerosi altri agenti virali: i più comuni sono il virus di Epstein-Barr (in corso di mononucleosi infettiva), il Citomegalovirus, il virus Herpes simplex, il virus varicella-zoster, il gruppo dei virus coxsackie, il virus della febbre gialla.
Le epatiti virali attualmente conosciute sono 6, ognuna delle quali provocata da un virus differente con caratteristiche molto diverse.
- Epatite A (HAV)
- Epatite B (HBV)
- Epatite C (HCV)
- Epatite D (HDV)
- Epatite E (HEV)
- Epatite G (HGV)

## Virus dell'epatite
La causa più comune di epatite è virale. Sebbene gli effetti di vari virus siano tutti classificati sotto la malattia epatite, questi virus non sono tutti correlati.
|                        | Epatite A virus (HAV) | Epatite B virus (HBV)                 | Epatite C virus (HCV)   | Epatite D virus (HDV)                        | Epatite E virus (HEV)                                        |
| ---------------------- | --------------------- | ------------------------------------- | ----------------------- | -------------------------------------------- | ------------------------------------------------------------ |
| Specie virali          | Hepatovirus A         | Hepatitis B virus                     | Hepacivirus C           | Hepatitis delta virus                        | Orthohepevirus A                                             |
| Famiglia virale        | Picornaviridae        | Hepadnaviridae                        | Flaviviridae            | Incertae sedis                               | Hepeviridae                                                  |
| Genoma                 | ssRNA+                | dsDNA                                 | ssRNA+                  | (−) ssRNA                                    | ssRNA+                                                       |
| Antigeni               |                       | HBsAg, HBeAg                          | Core antigen            | Delta antigen                                |                                                              |
| Transmissione          | Enterale              | Parenterale                           | Parenterale             | Parenterale                                  | Enterale                                                     |
| Periodo di incubazione | 20–40 giorni          | 45–160 giorni                         | 15–150 giorni           | 30–60 giorni                                 | 15–60 giorni                                                 |
| Severità/Cronicità     | Moderata; acuta       | Occasionalmente severa; 5–10% cronica | Subclinica; 70% cronica | Esacerba i sintomi dell'HBV; cronica con HBV | Moderata in pazienti normali; severa in donne gravide; acuta |
| Vaccini                | 10 anni di protezione | 3 somministrazioni, protezione a vita | Non disponibile         | Non disponibile                              | Sperimentale (approvato in Cina)                             |

## Sintomatologia
La malattia insorge dopo un periodo di incubazione che va dalle 4 alle 12 settimane, a seconda del tipo di virus. Il suo quadro clinico si distingue in tre fasi:
- fase iniziale, con nausea, vomito, astenia, e febbre (più frequente nelle epatiti A ed E).
- fase itterica. La pelle e la sclera (la parte bianca dell'occhio) assumono una tipica colorazione giallastra (aumento di produzione di bilirubina da parte del fegato); si ha anche un forte aumento delle transaminasi.
- fase di guarigione. Se il decorso è normale, senza complicazioni, i sintomi generali si attenuano gradatamente, con una completa guarigione che va dai 1-2-mesi (epatite A ed E) ai  3-4 mesi (epatite B e D).

Nel 30% dei casi l'infezione persiste per più di 6 mesi, si parlerà di "epatite virale cronica", con l'interessamento soprattutto dei virus B, C e D.